# 若林敬二
若林 敬二（わかばやし けいじ、1949年3月25日 - ）は、日本の厚生労働官僚、生化学者（生物分子科学）。学位は薬学博士（静岡薬科大学・1977年）。静岡県立大学大学院食品栄養環境科学研究院特任教授・附属食品環境研究センターセンター長（初代）。
国立がんセンター研究所生化学部部長、国立がんセンター研究所がん予防研究部部長、国立がんセンター研究所副所長、国立がんセンター研究所所長、独立行政法人国立がん研究センター研究所がん予防基礎研究プロジェクトプロジェクトリーダー、静岡県立大学環境科学研究所教授などを歴任した。

## 概要

### 生い立ち
山梨県出身。1971年、静岡薬科大学薬学部製薬学科を卒業する。その後、静岡薬科大学大学院薬学研究科に進み、「Tryptophan熱分解成績体中の突然変異原性物質に関する研究」と題する論文を纏め、1977年に博士課程を修了した。

### 国立がんセンター
厚生省に研究者として採用され、厚生省の附属機関（のちに厚生労働省の施設等機関）の一つである「国立がんセンター」に配属される。以来、国立がんセンターの研究所にて一貫して癌予防に携わる。
国立がんセンター研究所では集団検診研究部や生化学部代謝研究室にて研究員を務めた。その後、発がん研究部発がん促進物質研究室にて室長、生化学部や予防研究部では部長を歴任する。
2002年、国立がんセンター研究所副所長に就任し、2007年、国立がんセンター研究所所長となる。
国立がんセンターでの研究活動と並行して、日本生化学会評議員、日本癌学会理事、日本環境変異原学会会長、日本がん予防学会会長などの公職も務めている。

### 国立がん研究センター
2010年4月、厚生労働省の施設等機関としての国立がんセンターは廃止され、新たに独立行政法人化された国立がん研究センターが発足した。それにともない、国立がん研究センターの研究所の所属となり、がん予防基礎研究プロジェクトにてプロジェクトリーダーを務めている。また同年5月、静岡県立大学の食品栄養科学部にて客員教授に就任した。なお、静岡県立大学は、若林の母校である静岡薬科大学と静岡女子大学や静岡女子短期大学が統合され設置された大学である。

### 静岡県立大学
その後、客員ではなく正式な教員として静岡県立大学に転じ、環境科学研究所の教授に就任した。また、静岡県立大学の大学院では、生活健康科学研究科の教授も兼務した。2012年に生活健康科学研究科が薬学研究科と統合・再編され、新たに食品栄養環境科学研究院が発足すると、そちらの教授も兼務することとなった。2014年3月31日、静岡県立大学の環境科学研究所の教授を退職した。
同年4月1日、静岡県立大学の大学院にて、食品栄養環境科学研究院の特任教授として新たに採用され、こちらが本務となった。また、静岡県立大学の環境科学研究所は発展的に解消され、新たに食品環境研究センターが設置されたが、同日、その初代センター長にも就任した。

## 研究
研究内容は、化学発癌や癌予防が専門である。「がん予防基礎研究プロジェクト」ではプロジェクトリーダーとしてメンバーを率いた。2000年代に入ると、日本での患者数の規模や増加率の観点から胃癌、肝臓癌、大腸癌の予防に力点を置いており、これらの癌を化学的手法により予防できないか研究している。
なお、若林の研究業績に対しては、財団法人高松宮妃癌研究基金から「高松宮妃癌研究基金学術賞」を授与されるなど、複数の賞が授与されている。

## 略歴
- 1949年 - 誕生。
- 1971年 - 静岡薬科大学薬学部卒業。
- 1977年 - 静岡薬科大学大学院薬学研究科博士課程修了。博士号取得。
- 2002年 - 国立がんセンター研究所副所長。
- 2007年 - 国立がんセンター研究所所長。
- 2010年 - 国立がん研究センター研究所がん予防基礎研究プロジェクトプロジェクトリーダー。
- 2010年 - 静岡県立大学食品栄養科学部客員教授。
- 2011年 - 静岡県立大学環境科学研究所教授。
- 2011年 - 静岡県立大学大学院生活健康科学研究科教授。
- 2012年 - 静岡県立大学大学院食品栄養環境科学研究院教授。
- 2014年 - 静岡県立大学大学院食品栄養環境科学研究院特任教授。
- 2014年 - 静岡県立大学食品環境研究センターセンター長。

## 賞歴
- 日本環境変異原学会奨励賞
- 日本癌学会奨励賞
- 高松宮妃癌研究基金学術賞（2004年度）

## 著作
- Heterocyclic Amines in Cooked Foods: Possible Human Carcinogens: Proceedings of the 23rd International Symposiu m of the Princess Takamatsu Cancer Research Fund, Richard H. Adamson (ed), Jan-Ake Gustafsson (ed), Nobuyuki Ito (ed), Minako Nagao (ed), Takashi Sugimura (ed), Keiji Wakabayashi (ed), Yasushi Yamazoe (ed) Princeton Scientific Pub, 1995. ISBN 9995279770
- 国立がんセンター中央病院がん医療サポートチーム編、荒井保明・若林敬二著『がん医療の現在――第18回がんについての市民公開講演会記録』医事出版社、2005年。ISBN 4870661470